# Каражар (Западно-Казахстанская область)
Каражар (каз. Қаражар, до 2010 г. — Черноярово) — село в Зеленовском районе Западно-Казахстанской области Казахстана. Входит в состав Перемётнинского сельского округа. Код КАТО — 274430700.
Село расположено на реке Деркул.

## Население
В 1999 году население села составляло 379 человек (181 мужчина и 198 женщин). По данным переписи 2009 года, в селе проживало 268 человек (125 мужчин и 143 женщины).